# Хассан Сардар
Хассан Сардар (22 жовтня 1959) — пакистанський хокеїст на траві.
Олімпійський чемпіон 1984 року.
Переможець Азійських ігор 1982 року.
Чемпіон світу 1982 року.